# Monte Azul
Monte Azul este un oraș în Minas Gerais (MG), Brazilia.